# Colicodendron martianum
Colicodendron martianum är en kaprisväxtart som beskrevs av Cornejo. Colicodendron martianum ingår i släktet Colicodendron, och familjen kaprisväxter. Inga underarter finns listade i Catalogue of Life.